# Hoa hậu Quốc tế 1964
Hoa hậu Quốc tế 1964 là cuộc thi Hoa hậu Quốc tế lần thứ 5, diễn ra vào ngày 14 tháng 8 năm 1964 tại Nhà hát Thính phòng Long Beach, Long Beach, California, Hoa Kỳ. 40 thí sinh tham gia cuộc thi năm nay. Gemma Cruz đến từ Philippines trở thành chủ nhân tiếp theo của chiếc vương miện và là người châu Á đầu tiên đăng quang cuộc thi này. Cô được trao vương miện bởi Guðrún Bjarnadóttir, Hoa hậu Quốc tế 1963 đến từ Iceland.

## Kết quả

### Thứ hạng
| Kết quả              | Thí sinh |
| -------------------- | --- |
| Hoa hậu Quốc tế 1964 | - Philippines – Gemma Cruz |
| Á hậu 1              | - Hoa Kỳ – Linda Ann Taylor |
| Á hậu 2              | - Brazil – Vera Lúcia Couto dos Santos |
| Á hậu 3              | - Anh – Tracy Ingram |
| Á hậu 4              | - Phần Lan – Maila Maria Östring |
| Top 15               | - Argentina – Viviana Rosa Dellavedova - Ceylon – Kathleen Foenander - Iceland – Elisabeth Sigridur Ottosdóttir - Israel – Daphna Chrisholm Noy - Nhật Bản – Naoko Matsui - Hàn Quốc – Lee Hyeng-jin - New Zealand – Helen Frances Iggo - Thụy Điển – Birgitta Alverljung - Venezuela – Lisla Silva Negrón - Đức – Monika Brugger |

### Giải thưởng phụ
| Giải thưởng        | Thí sinh                               |
| ------------------ | -------------------------------------- |
| Hoa hậu Thân thiện | - Washington – Melinda Rae Johnson     |
| Hoa hậu Ảnh        | - Brazil – Vera Lúcia Couto dos Santos |

## Thí sinh tham gia
42 thí sinh tham gia cuộc thi năm nay:
- Argentina - Viviana Dellavedova
- Úc - Janice Taylor
- Áo - Erika Augustin
- Bỉ - Eliane Stockmans
- Brazil - Vera Lúcia Couto dos Santos
- Canada - Jane Kmita
- Ceylon - Kathleen Foenander
- Colombia - Leonor Duplat Sanjuán
- Đan Mạch - Alice Bjorn Andersen
- Cộng hòa Dominica - Mildred Almonte Rouas
- Ecuador - Maria Mendoza Velez
- Anh - Tracy Ingram (tên thật: Iris Ord)
- Phần Lan - Maila Östring
- Pháp - Brigitte Pradel
- Hy Lạp - Maria Schinaraki
- Guam - Doris Sablan
- Hà Lan - Henny van der Berg
- Iceland - Elisabeth Ottosdóttir
- Ireland - Joan Power
- Israel - Daphna Chrisholm Noy
- Nhật Bản - Naoko Matsui
- Hàn Quốc - Lee Hye-jin (tên thật: Lee Kwang-ja)
- Liberia - Norma Dorothy Davis
- Luxembourg - Jeanny Hubert
- New Zealand - Helen Iggo
- Nicaragua - Ileana del Carmen Rojas Arana
- Na Uy - Inger Sande
- Panama - Gloria Navarrete
- Peru - Gladys González
- Philippines - Gemma Cruz
- Puerto Rico - Zoe Foy Santiago
- Scotland - Dorothy Smallman
- Nam Phi - Lorraine Mason
- Tây Ban Nha - Lucia Pilar Herrera
- Thụy Điển - Birgitta Alverljung
- Đài Loan - Philippina Chao Ling-yu
- Tahiti - Lea Avaemai
- Thổ Nhĩ Kỳ - Ayten Ornek
- Hoa Kỳ - Linda Taylor
- Venezuela - Lisla Negrón
- Wales - Pamela Martin
- Đức - Monika Brugger

## Chú ý

### Lần đầu tham gia
- Guam

### Trở lại
- Lần cuối tham gia vào năm 1962:
  -  Liberia
  -  Đài Loan

### Bỏ cuộc
- Bolivia
- Ý
- Jordan
- Maroc
- Paraguay
- Uruguay
- Tây Ấn